# المصعد الهوائي للشريعة
المصعد الهوائي للشريعة أو المصعد الهوائي للبليدة أو تلفريك الشريعة هو مصعد الغندولات يربط مدينة البليدة بالشريعة. عندما افتتح في عام 1984، كان أطول غندول في العالم، مع أكثر من 7 كم.

## تاريخ
بدأ عمل تلفريك الشريعة في عام 1984.
في عام 1993، خلال العشرية السوداء، تم تخريبه من قبل الإرهابيين ثم ظل مغلقًا لمدة 15 عامًا تقريبًا.
بعد التجديد والتحديث التكنولوجي، تم افتتاحه مرة أخرى في 23 جانفي 2009 ، من قبل وزير النقل عمار تو.

## مواصفات
هو مصعد هوائي ذو مِقبَض [الإنجليزية] قابل للفصل. يبلغ طول المسار قرابة 7 070 متر. تقع أدنى نقطة لها في مدينة البليدة، على ارتفاع 212 مترًا، وأعلى نقطة لها في الشريعة، بارتفاع 1486 متر. مقصورات تتسع لـ6 أشخاص وتخدم بالتناوب محطتي المصعد الهوائي. مدة الرحلة نحو 25 دقيقة.

## استغلال
تستغل هذا المصعد الهوائي مؤسسة النقل الحضري للبليدة (ETUB).

## معرض الصور

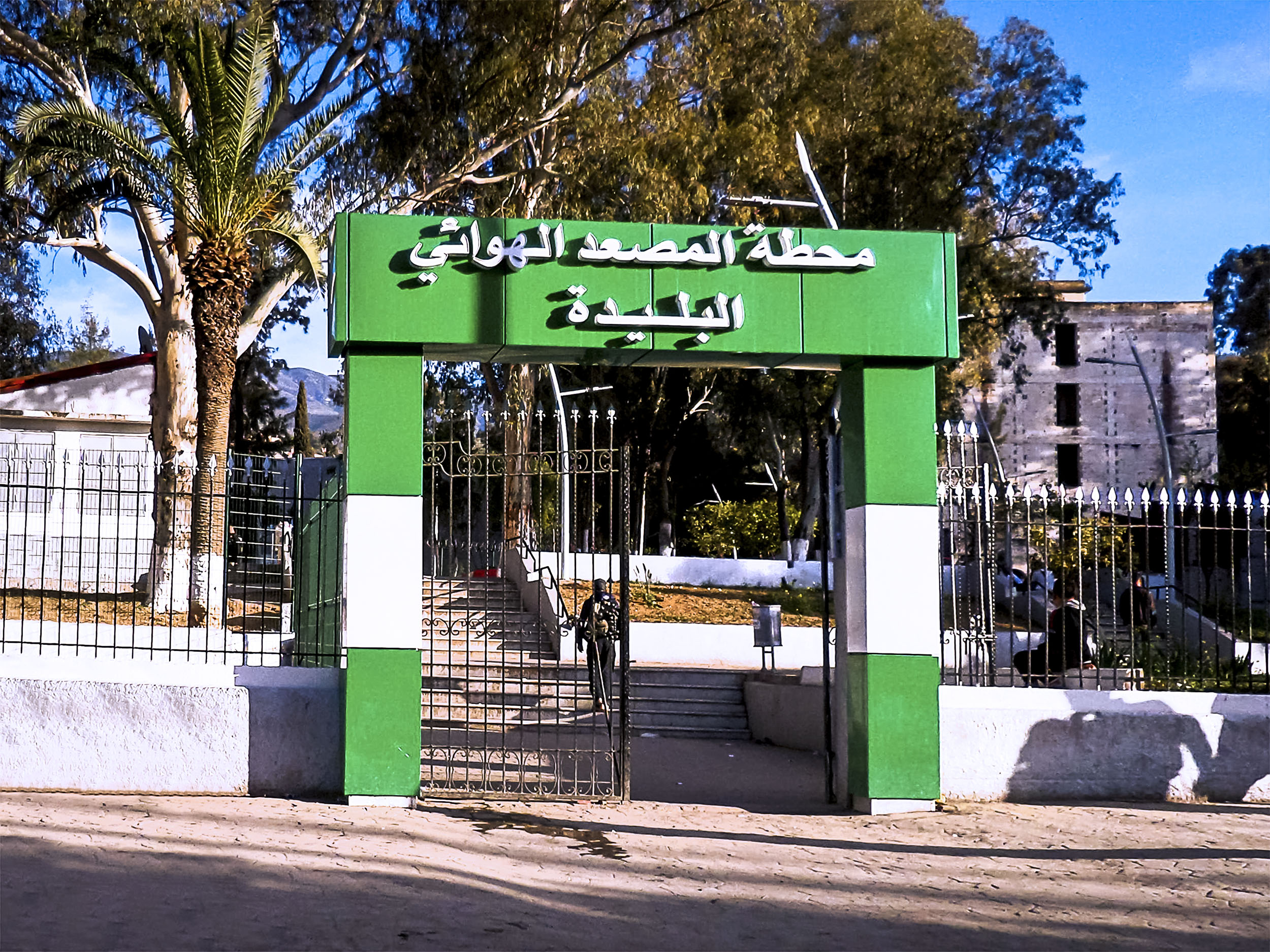
مدخل محطة البليدة